# Joseph Lepaute Dagelet
Pour les articles homonymes, voir Lepaute.
Joseph Lepaute Dagelet né à Thonne-la-Long le 25 novembre 1751 et mort à Vanikoro en mai 1788 est un astronome, horloger et scientifique français.
Il fut membre de l'expédition de La Pérouse (1785-1788), au cours de laquelle il trouve la mort.

## Biographie

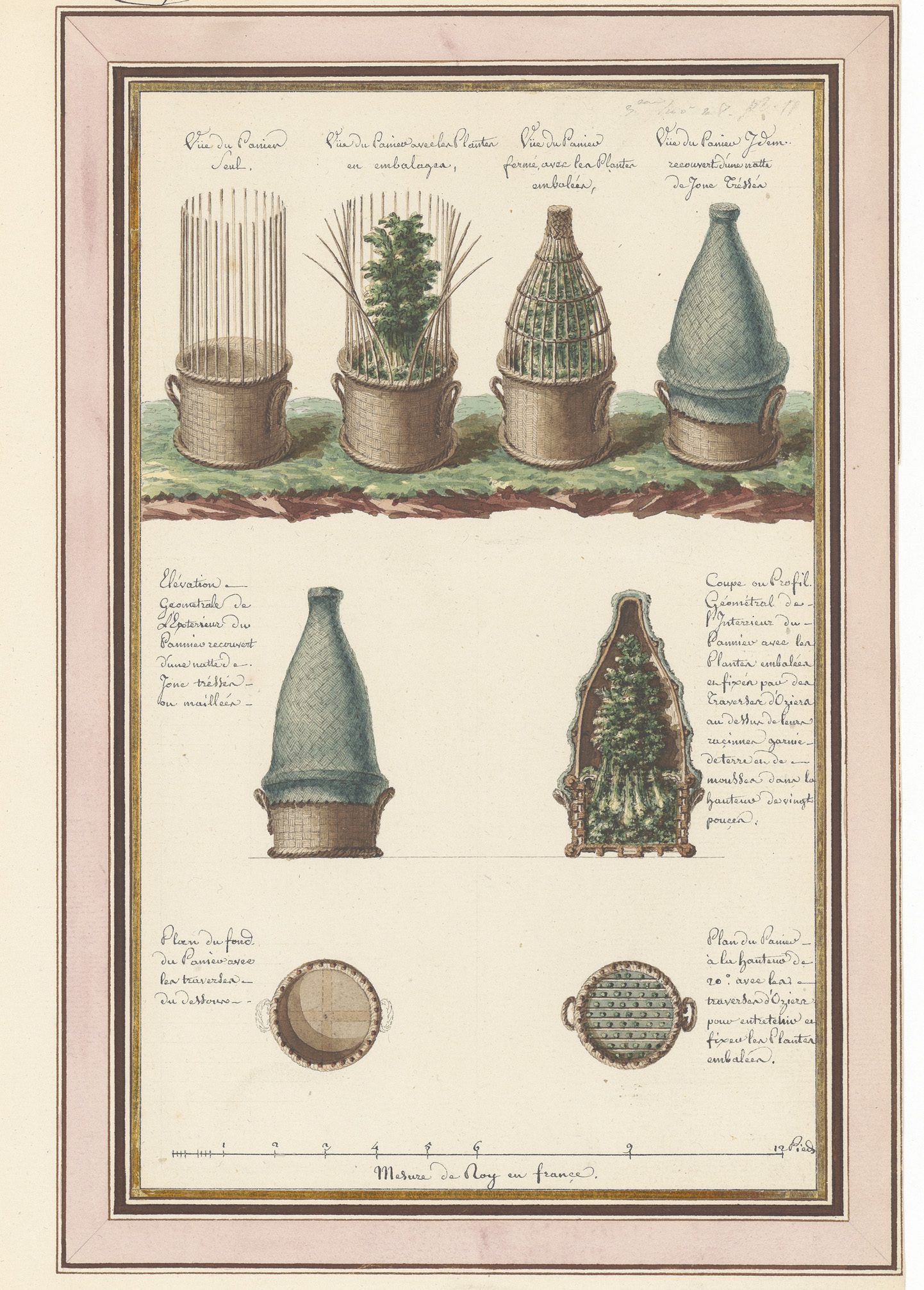
Expédition de Lapérouse : dessins de caisses et paniers instruments et objets embarqués pour Lepaute-Dagelet et Mongez. Planches aquarellées, paniers pour transporter les plantes collectées. Planche 392. Archives nationales.

Neveu des horlogers du roi, fabricants des chronomètres de marine, il arrive à Paris en 1767, où il est accueilli par ses oncles, Jean-André et Jean-Baptiste Lepaute. Pendant six générations, la dynastie Lepaute sera fournisseur horloger de Louis XV, Louis XVI, Napoléon I, Napoléon III. C'est au contact de sa tante, l'épouse de Jean-André, Nicole-Reine Lepaute, qu'il  découvre l'astronomie, entre 1767 et 1772. Pendant cinq ans, Dagelet travaille à l'observatoire du collège Mazarin, où il devient l'élève assidu de Joseph Jérôme Lefrançois de Lalande.
En 1773, il part pour les « Terres australes » avec Yves Joseph de Kerguelen de Trémarec. Il est récompensé de son zèle pendant le voyage par une charge de professeur de mathématiques à l'École militaire de Paris en 1777.
Il est connu en particulier pour avoir calculé la distance entre le centre de la planète Mercure au Soleil, dressé la carte de l'éclipse de 1778, découvert une nova de magnitude 6 apparue dans la constellation du Sagittaire (27, 28 et 29 juillet 1783) et pour avoir été un des scientifiques choisis pour observer le second voyage en ballon de Jacques Alexandre César Charles au Champ de Mars le 27 août 1783. 
Il se présente en 1780 avec des observations sur les planètes et les étoiles à l'Académie des sciences, où il est nommé adjoint, puis associé astronome en 1785. En 1783, il publie des mémoires sur l'aphélie de Vénus (point de l'orbite le plus éloigné du soleil) et sur la longueur de l'année. 
En 1785, malgré sa santé délicate, il embarque comme membre de l'expédition scientifique commandée par Jean-François de La Pérouse, au départ de Brest, et y laisse la vie en 1788 lorsque les navires font naufrage à Vanikoro. Pendant toute l'expédition, il est très apprécié pour ses qualités scientifiques et sa capacité à s'intégrer à l'équipage, contrairement aux autres savants : « Monsieur Dagelet est un excellent et très laborieux astronome. Il a formé tous les officiers de marine de manière que nous pourrions nous passer de lui. » écrit Lapérouse le 14 mars 1786.
Une lettre manuscrite portant la date du 3 mars 1788 adressée par Lepaute Dagelet à son homologue britannique, le lieutenant William Dawes de la Première Flotte, qui se trouvait à Port-Jackson, contient de nombreux conseils scientifiques et techniques en vue de la construction de l’Observatoire de Sydney.

## Le dernier survivant, ou l'inconnu de Vanikoro?

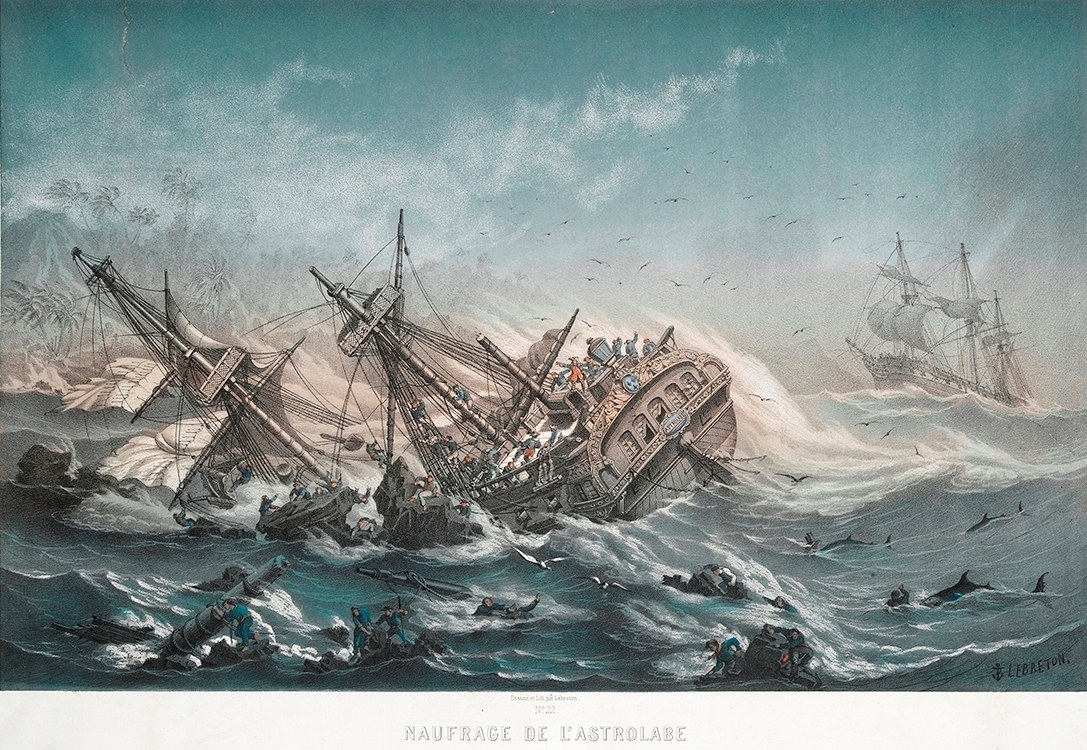
Le naufrage de L’Astrolabe et de La Boussole dans lequel disparait Joseph Lepaute Dagelet en 1788.

Selon deux livres parus après la disparition de l'expédition, Joseph Lepaute Dagelet (également orthographié Lepaute d'Orgelet) aurait été le dernier survivant de l'expédition, et serait mort le 24 mai 1794. Il semble que ce récit ne résiste pas à l'analyse. 
Joseph Lepaute Dagelet, au même titre que Jean-André Mongez (1750-1788), Jacques Joseph Le Cor, (1759-1788), ou encore Gaspard Duché de Vancy, est peut-être l'inconnu de Vanikoro. Le squelette découvert en 2003 est aujourd'hui inhumé à Brest.